# Делрей-Бич
Делрей-Бич, Делрэй-Бич (англ. Delray Beach) — город в округе Палм-Бич штата Флорида (США). Курорт на Атлантическом побережье Флориды. Население (в 2000 году) — 60 тысяч человек.

## История
В 1868 году большие площади в штате Флорида стали скупать уроженцы Висконсина Уильям и Сара Глисон. Уильям Глисон был заместителем губернатора Флориды с 1868 по 1870 год. Семейство Глисонов приобрело и тот участок, на котором сегодня располагается Делрей-Бич. Эти места на военных картах Флориды 50-х годов девятнадцатого века обозначаются как Orange Grove Haulover (рус. Волок Апельсиновой Рощи). В 1885 году в этом районе была открыта почта. Вскоре после этого туда была проложена железная дорога. Генри Флаглер, руководивший её прокладкой, приобрёл тысячи акров земли в этих местах, которую впоследствии выкупали у него поселенцы.
В 1894 году конгрессмен Уильям Линтон приобрёл у Флаглера и у Глисонов большой участок и основал на нём город, назвав его своим именем. Два года спустя железная дорога Флаглера была доведена до нового города. В 1898 году Линтон был переименован. Жители, находящиеся в конфликте с Уильямом Линтоном, переименовали Линтон в Делрей, в честь пригорода Детройта. В 1911 году часть Делрея к западу от Берегового канала официально получила статус города, а в 1923 году этот статус получила часть к востоку от канала, названная Делрей-Бич. В 1927 году оба города объединились под названием Делрей-Бич.
Трижды (1993, 2001, 2017) город был награждён премией «All-America City Award» (с англ. — «Всеамериканский город») присуждаемой Национальной гражданской лигой, которую неофициально называют «Нобелевской премией за конструктивное гражданство» и которая выдается за активную гражданскую позицию жителей некорпоративных сообществ Соединённых Штатов в жизни местного самоуправления.

## География
Делрей-Бич расположен к северу от Бока-Ратон. Территория города составляет примерно 41.15 км², из которых на сушу приходится 40 км². Город расположен менее чем в получасе езды от двух международных аэропортов и двух морских портов. Через город проходит шоссе I-95.

### Фауна
В районе города располагается национальный заповедник Лохахатчи, где сохранены аллигаторы и коршуны-слизнееды, являющиеся во Флориде исчезающим видом.

### Климат
| Показатель                          | Янв. | Фев. | Март | Апр. | Май | Июнь | Июль | Авг. | Сен. | Окт. | Нояб. | Дек. |
| ----------------------------------- | ---- | ---- | ---- | ---- | --- | ---- | ---- | ---- | ---- | ---- | ----- | ---- |
| Средний суточный максимум, °C       | 24   | 24   | 27   | 29   | 32  | 32   | 33   | 33   | 32   | 30   | 27    | 24   |
| Средняя температура, °C             | 18   | 18   | 21   | 23   | 26  | 28   | 28   | 28   | 28   | 25   | 22    | 19   |
| Средний суточный минимум, °C        | 12   | 12   | 15   | 17   | 20  | 23   | 24   | 24   | 23   | 20   | 16    | 13   |
| Норма осадков, мм                   | 47   | 57   | 78   | 27   | 98  | 242  | 210  | 245  | 199  | 75   | 40    | 39   |
| Источник: www.theweathernetwork.com |      |      |      |      |     |      |      |      |      |      |       |      |

## Население
По переписи 2000 года, в городе проживали 60 020 человек, объединённых примерно в 15 тысяч семей. Плотность населения составляла 1508 человек на квадратный километр. Средний возраст населения, 43,8 года, был значительно выше, чем в среднем по США (35,3 года). Процент жителей в пенсионном возрасте превышал среднеамериканский вдвое. 66,5 % населения составляли белые, 26,6 % негры (что более чем вдвое превышает среднеамериканский показатель), 1,1 % — граждане азиатского происхождения. Более 21 % населения составляли иммигранты, что также более чем вдвое выше, чем в среднем по стране. 81 % жителей имели законченное среднее образование, 29 % — академическую степень. Средний доход на душу населения приближался к 30 тысячам долларов (против 21,5 тысячи в среднем по США).
На 2010 год, согласно официальному сайту города, его население приближается к 65 тысячам человек.

## Администрация
Главой города является мэр, который избирается раз в два года общим голосованием. Также раз в два года, попеременно с мэром, избирается городской совет в составе четырёх человек. Совет назначает городского менеджера и городского прокурора.

## Культура и спорт

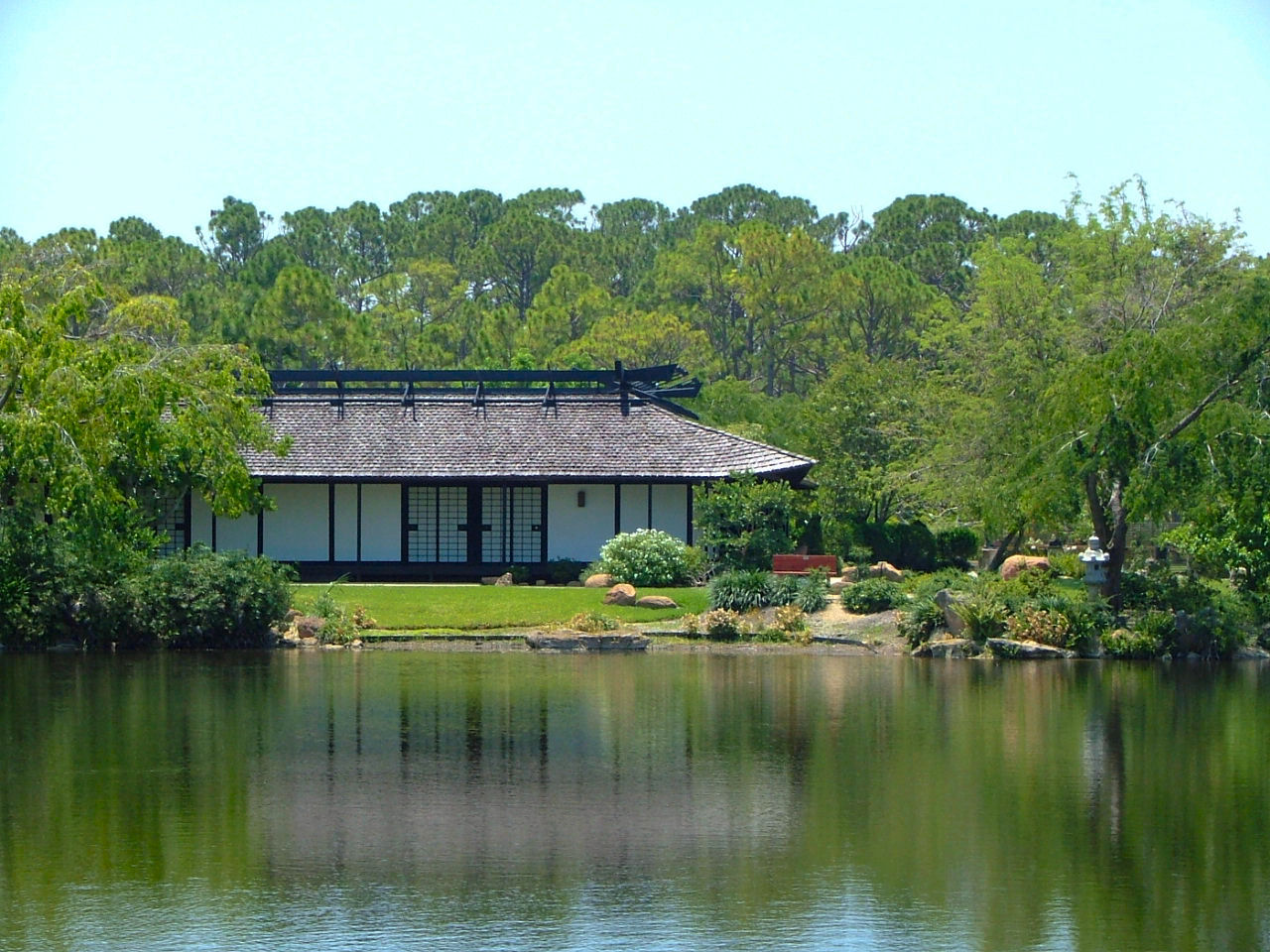
Музей Мориками

В Делрей-Бич действуют исторический и художественный музей и два театра. Одной из городских достопримечательностей является музей Мориками, посвящённый японской культуре (городом-побратимом Делрей-Бич является японский Миядзу). В городе расположена штаб-квартира Американского общества любителей орхидей, крупнейшего в мире ботанического общества с узкой специализацией.
В городе с 1999 года проводится ежегодный профессиональный теннисный турнир. Также в Делрей-Бич проводится ежегодный кинофестиваль, в программе которого порядка 200 фильмов.